# 伦吉亚
伦吉亚（Rangia）是印度阿萨姆邦卡姆鲁布县的一个城镇。总人口24893（2001年）。

## 人口
该地2001年总人口24893人，其中男性13475人，女性11418人；0—6岁人口3101人，其中男1552人，女1549人；识字率73.07%，其中男性为78.32%，女性为66.88%。